# Nekrolog 2. Quartal 1901
Nekrolog
◄◄
| ◄
| 1897
| 1898
| 1899
| 1900
| 1901 | 1902 | 1903 | 1904 | 1905 | ► | ►►
1. Quartal |
2. Quartal |
3. Quartal |
4. Quartal 1901
Weitere Ereignisse | Allgemeiner Nekrolog 1901
Die Beschreibung der verstorbenen Person sollte so kurz wie möglich gehalten sein und nur deren signifikante Tätigkeit(en) enthalten.
Neue Namen ggf. auch unter dem Geburts- und Sterbedatum, also etwa unter 1. Januar und im Geburts- und Sterbejahr (2024) eintragen (nur bei entsprechender großer Wichtigkeit). Für Beispiele siehe die schon vorhandenen Artikel.
Außerdem über die fünf zuletzt Verstorbenen, zu denen es einen ausreichend guten Artikel für eine Präsentation auf der Hauptseite gibt, nach der todesbedingten Überarbeitung der Artikel ggf. auch unter Wikipedia Diskussion:Hauptseite informieren und sie am besten auch in den anderen Wikipedia-Sprachversionen eintragen. Tipp: Regelmäßig bei news.google.de nach „ist tot“, „gestorben“ oder „verstorben“ suchen.
Wenn eine Person gestorben ist, gibt es viele Seiten zu dieser Person in der Wikipedia, die davon auch betroffen sind und entsprechend aktualisiert werden müssen. Beispiele: Namenübersichtsseite, Geburtsjahr, Geburtsort-Seiten und viele mehr.
Wie finde ich die betroffenen Seiten?
Im Suchfeld auf der linken Seite gibt man den Suchbegriff so ein: „Vorname Nachname“. Dann klickt man auf Volltext und alle Seiten mit entsprechendem Suchtext werden aufgerufen. Hier sieht man dann schnell, wo auch das Todesjahr Sinn macht oder sogar ein Teil des Artikels angepasst werden muss. Auch hilft das „Werkzeug“ auf der linken Seite sehr gut, um solche Seiten aufzufinden: „Links auf diese Seite“. Somit ist die Wikipedia wieder aktuell in allen Bereichen! Hinweis: bei Eintragung der Kategorie „Gestorben JAHR“ wird der Missbrauchsfilter 49 ausgelöst, was jedoch nicht schlimm ist. Siehe: Spezial:Missbrauchsfilter/49
Dies ist eine Liste von im zweiten Quartal 1901 verstorbenen bekannten Persönlichkeiten. Die Einträge erfolgen innerhalb der einzelnen Daten alphabetisch sortiert. Tiere sind im Nekrolog für Tiere zu finden.

## April
| Tag       | Name                               | Beruf, bekannt als                                                                   | Alter | Beleg |
| --------- | ---------------------------------- | ------------------------------------------------------------------------------------ | ----- | ----- |
| 1. April  | Bernhard Abeken                    | deutscher Schriftsteller, Jurist und Politiker, MdR                                  | 75    |       |
| 1. April  | Thomas J. Bradley                  | US-amerikanischer Jurist und Politiker                                               | 31    |       |
| 1. April  | François Marie Raoult              | französischer Physiker und Chemiker                                                  | 70    |       |
| 2. April  | Ludwig Leiner                      | deutscher Apotheker und Botaniker                                                    | 71    |       |
| 2. April  | Claude Thomas Stanfield Moore      | englischer Maler, Zeichner und Aquarellist                                           | 47    |       |
| 2. April  | Hermann Sondermann                 | deutscher Maler                                                                      | 68    |       |
| 3. April  | Richard D’Oyly Carte               | englischer Theateragent, Impresario und Hotelier                                     | 56    |       |
| 4. April  | George Thomas Anderson             | General der Konföderierten Staaten im Amerikanischen Bürgerkrieg                     | 77    |       |
| 4. April  | Isaak Kaminer                      | russischer Autor und Arzt                                                            | 66    |       |
| 4. April  | Louis Kuhne                        | deutscher Naturheilkundler                                                           | 66    |       |
| 5. April  | Carl Berthold Simon                | deutscher Bankier                                                                    | 72    |       |
| 6. April  | Édouard Louis Gourdan de Fromentel | französischer Mediziner und Paläontologe                                             | 76    |       |
| 6. April  | Ludwig Haberkorn                   | deutscher Politiker                                                                  | 89    |       |
| 6. April  | Heinrich Neviandt                  | deutscher Theologe und Mitbegründer des Bundes Freier evangelischer Gemeinden        | 73    |       |
| 7. April  | Ladislav Pejačević                 | kroatischer Adliger, Politiker und Staatsmann                                        | 77    |       |
| 8. April  | Wilhelm Bender                     | deutscher protestantischer Theologe                                                  | 56    |       |
| 8. April  | Giulio Bizzozero                   | italienischer Histologe und Pathologe                                                | 55    |       |
| 8. April  | Edward Ernest Bowen                | englischer Lehrer und Schulleiter                                                    | 65    |       |
| 8. April  | James Chalmers                     | schottischer christlicher Missionar in Rarotonga und Neuguinea                       | 59    |       |
| 8. April  | Wilhelm Höffert                    | deutscher Hoffotograf mit Ateliers in zahlreichen europäischen Städten               | 68    |       |
| 8. April  | Matthew D. Lagan                   | US-amerikanischer Politiker                                                          | 71    |       |
| 8. April  | Hermann Tietz                      | deutscher Chemiker und Musiker                                                       | 57    |       |
| 10. April | Eugène Lorette                     | deutsch-französischer Notar, MdR                                                     | 72    |       |
| 10. April | Josef Schlesinger                  | österreichischer Mathematiker und antisemitischer Politiker (CS)                     | 69    |       |
| 11. April | Jules Forni                        | französischer Politiker und Lyriker                                                  | 62    |       |
| 11. April | Ivar Hallström                     | schwedischer Komponist                                                               | 74    |       |
| 11. April | Peter Helmling                     | deutscher Mathematiker und Hochschullehrer                                           | 83    |       |
| 12. April | George Q. Cannon                   | US-amerikanischer Politiker                                                          | 74    |       |
| 12. April | Emilie Kempin-Spyri                | Schweizer Juristin, die erste Frau, die in der Schweiz promovierte und habilitierte  | 48    |       |
| 12. April | Otakar Lebeda                      | böhmischer Maler                                                                     | 23    |       |
| 12. April | Auguste Sabatier                   | französischer Religionswissenschaftler und Theologe                                  | 61    |       |
| 13. April | Thomas Hanna                       | US-amerikanischer Politiker                                                          |       |       |
| 13. April | Edward Watkin                      | Manager, Politiker                                                                   | 81    |       |
| 14. April | Max Kraussold                      | deutscher Geistlicher und Politiker (DFP), MdR                                       | 68    |       |
| 14. April | Paul Kohlstock                     | deutscher Sanitätsoffizier und Tropenmediziner                                       | 40    |       |
| 15. April | Melvin Baldwin                     | US-amerikanischer Politiker                                                          | 63    |       |
| 15. April | James G. Berret                    | US-amerikanischer Politiker                                                          | 86    |       |
| 15. April | Juan Manuel Blanes                 | uruguayischer Historienmaler                                                         | 70    |       |
| 15. April | Václav Brožík                      | tschechischer Maler                                                                  | 50    |       |
| 15. April | Basile Gras                        | französischer General                                                                |       |       |
| 15. April | Leopold Magenbauer                 | deutscher Komponist, Chorleiter und Lehrer                                           |       |       |
| 16. April | Adolphe Hirsch                     | deutsch-Schweizer Astronom und Geodät                                                | 70    |       |
| 16. April | Henry Augustus Rowland             | US-amerikanischer Physiker                                                           | 52    |       |
| 17. April | Eugene von Guerard                 | australischer Maler                                                                  | 89    |       |
| 17. April | Gustav Julius Vennigerholz         | deutscher Pädagoge, Landes- und Regionalhistoriker                                   | 80    |       |
| 18. April | Pietro Costa                       | italienischer Bildhauer                                                              | 51    |       |
| 18. April | James Monroe Deems                 | US-amerikanischer Komponist und Offizier im Sezessionskrieg                          | 83    |       |
| 18. April | Hein Köllisch                      | deutscher Liedtexter, Humorist und Theaterintendant                                  | 43    |       |
| 18. April | Johann Georg Obrist                | österreichischer Philologe, Autor und Lehrer                                         | 57    |       |
| 19. April | Karl August Hiller                 | Schweizer Architekt                                                                  |       |       |
| 19. April | Joseph Resch                       | deutscher Maler                                                                      | 81    |       |
| 20. April | Charles Barrington                 | irisch-englischer Kaufmann und Bergsteiger                                           | 66    |       |
| 20. April | Paul Georg von Möllendorff         | deutscher Sprachwissenschaftler und Diplomat                                         | 54    |       |
| 20. April | Charles C. Stockley                | US-amerikanischer Politiker                                                          | 81    |       |
| 21. April | August Heinrich Mansfeld           | österreichischer Porträt-, Landschafts- und Genremaler                               | 85    |       |
| 22. April | William Stubbs                     | englischer Historiker und Lordbischof von Oxford                                     | 75    |       |
| 23. April | Horace Herwegh                     | deutsch-schweizerisch-französischer Ingenieur                                        | 57    |       |
| 23. April | Max von Seydel                     | deutscher Rechtswissenschaftler                                                      | 54    |       |
| 24. April | Daniel Israel                      | österreichischer Maler                                                               |       |       |
| 24. April | Woldemar Friedrich Kentmann        | Pastor in Kusal und Propst von Ost-Harrien                                           | 68    |       |
| 24. April | John E. Massey                     | US-amerikanischer Politiker                                                          | 82    |       |
| 24. April | Arvid Posse                        | schwedischer Jurist, Abgeordneter und Ministerpräsident                              | 81    |       |
| 25. April | Emil von Burchard                  | deutscher Politiker und Staatssekretär im Reichsschatzamt des Deutschen Kaiserreichs | 64    |       |
| 25. April | William F. L. Hadley               | US-amerikanischer Politiker                                                          | 53    |       |
| 25. April | Jan Egens van Iterson              | niederländischer Mediziner                                                           | 58    |       |
| 25. April | James M. Marvin                    | US-amerikanischer Politiker                                                          | 92    |       |
| 26. April | Albert Ermarth                     | deutscher Offizier, Sänger und Schauspieler                                          | 54    |       |
| 26. April | Benjamin Wilson                    | US-amerikanischer Politiker                                                          | 75    |       |
| 27. April | Bruno Paul Hetze                   | deutscher Maler                                                                      | 34    |       |
| 27. April | Heinrich Lantz                     | deutscher Rittergutsbesitzer und Parlamentarier                                      | 80    |       |
| 27. April | Franz Wilhelm Metz                 | Förderer des Freizeitsports in Deutschland                                           | 83    |       |
| 27. April | Adolph von Pfretzschner            | bayerischer Politiker                                                                | 80    |       |
| 28. April | Walter Hermann von Heineke         | deutscher Chirurg und Hochschullehrer in Erlangen                                    | 66    |       |
| 28. April | Gustav Maass                       | deutscher Botaniker und Heimatforscher                                               | 70    |       |
| 29. April | Viktor Schröter                    | deutsch-baltischer Baumeister im Dienst des russischen Zaren                         | 61    |       |
| 29. April | Marcell von Zoltowski              | preußischer Generallandschaftsdirektor und Politiker                                 | 89    |       |
| 30. April | Franz Susemihl                     | klassischer Philologe                                                                | 74    |       |

## Mai
| Tag     | Name                                        | Beruf, bekannt als                                                                                                  | Alter | Beleg |
| ------- | ------------------------------------------- | --- | ----- | ----- |
| 1. Mai  | Rousseau Owen Crump                         | US-amerikanischer Politiker                                                                                         | 57    |       |
| 1. Mai  | Adolf Lubich von Milovan                    | österreichisch-ungarischer Generalleutnant der k.u.k. Armee und Gutsbesitzer in Böhmen                              | 82    |       |
| 1. Mai  | Lewis Edson Waterman                        | US-amerikanischer Erfinder des Füllfederhalters                                                                     | 63    |       |
| 2. Mai  | Annie Kalmar                                | deutsche Theaterschauspielerin                                                                                      | 23    |       |
| 2. Mai  | Bernhard Loeser                             | deutscher Unternehmer                                                                                               | 66    |       |
| 4. Mai  | John Jones Ross                             | kanadischer Politiker und Arzt                                                                                      | 69    |       |
| 4. Mai  | Antoni Franciszek Ksawery Sotkiewicz        | Bischof von Sandomierz                                                                                              | 75    |       |
| 5. Mai  | Jules Laurens                               | französischer Maler                                                                                                 | 75    |       |
| 5. Mai  | Mariano Ignacio Prado                       | peruanischer Militär und zweimaliger Staatspräsident                                                                | 74    |       |
| 6. Mai  | Carl von Woedtke                            | deutscher Landrat und Politiker, MdR                                                                                | 76    |       |
| 7. Mai  | Lorenz Allgayer                             | österreichischer Maler, Bildhauer und Gymnasiallehrer                                                               | 66    |       |
| 7. Mai  | Oleksij Altschewskyj                        | ukrainischer Bergbauingenieur, Industrieller, Bankier und Philanthrop                                               |       |       |
| 7. Mai  | Fritze Bollmann                             | Frisör in Brandenburg, unfreiwilliges Original                                                                      | 49    |       |
| 7. Mai  | Johannes Dürrstein                          | deutscher Unternehmer                                                                                               | 55    |       |
| 7. Mai  | Dimitar Grekow                              | bulgarischer Politiker und Ministerpräsident                                                                        | 53    |       |
| 7. Mai  | Johann Peter von Reininghaus                | österreichischer Industrieller und Bierbrauer                                                                       | 82    |       |
| 8. Mai  | John M. Carroll                             | US-amerikanischer Politiker                                                                                         | 78    |       |
| 8. Mai  | Philipp Wilhelm Friedrich von Dorndorf      | königlich hannoverscher Rittmeister und königlich preußischer Generalleutnant                                       | 73    |       |
| 8. Mai  | Jonas Smalakys                              | litauisch-deutscher Gutsbesitzer und Politiker, MdR                                                                 | 65    |       |
| 9. Mai  | Charles Chaplin Sr.                         | britischer Sänger und Entertainer                                                                                   | 38    |       |
| 9. Mai  | Gottfried von Preyer                        | österreichischer Komponist und Dirigent                                                                             | 94    |       |
| 9. Mai  | Lizzie van Zyl                              | burisches Opfer im Burenkrieg                                                                                       | 7     |       |
| 10. Mai | Georg Christian Dieffenbach                 | deutscher Pfarrer und Dichter                                                                                       | 78    |       |
| 10. Mai | Franz Welczek                               | Königlicher Kanzleirat und Stadtverordnetenvorsteher                                                                | 76    |       |
| 11. Mai | Bernhard von Lindern                        | preußischer Generalleutnant                                                                                         | 87    |       |
| 11. Mai | August Orth                                 | deutscher Architekt                                                                                                 | 72    |       |
| 12. Mai | Emil Bretschneider                          | russischer Gesandtschaftsarzt, Sinologe, Geograph und Erforscher der chinesischen Botanik                           | 67    |       |
| 12. Mai | Abdu al-Hamuli                              | ägyptischer traditionell-arabischer Sänger und Musiker                                                              |       |       |
| 13. Mai | Felipe Méndez de Vigo y Osorio              | spanischer Diplomat                                                                                                 |       |       |
| 13. Mai | Vinzenz Pürcker von Pürkhain                | österreichischer Offizier                                                                                           | 80    |       |
| 15. Mai | Ludolf Krehl                                | deutscher Orientalist                                                                                               | 75    |       |
| 16. Mai | Ivo Bruns                                   | deutscher klassischer Philologe                                                                                     | 47    |       |
| 16. Mai | Franz Gerkrath                              | deutscher Versicherungsfachmann                                                                                     | 66    |       |
| 17. Mai | Friedrich Jentzen                           | deutscher Maler | 85    |       |
| 17. Mai | Georg Reiffel                               | deutscher Landgerichtsdirektor                                                                                      | 71    |       |
| 17. Mai | Julius Wurmbach                             | deutscher Kommerzienrat, Industrieller                                                                              | 70    |       |
| 18. Mai | Albert Auguste Gicquel des Touches          | französischer Marineoffizier und Politiker                                                                          | 83    |       |
| 18. Mai | Ferdinand Portugall                         | österreichischer Politiker                                                                                          | 63    |       |
| 19. Mai | Ada Christen                                | österreichische Schriftstellerin                                                                                    | 62    |       |
| 19. Mai | Heinrich Dembowski                          | Direktor des Königlichen Waisenhauses in Königsberg                                                                 | 88    |       |
| 19. Mai | Marthinus Wessel Pretorius                  | burischer Politiker und erster Präsident der Südafrikanischen Republik                                              | 81    |       |
| 19. Mai | Heinrich Josef Vincent                      | österreichischer Chorleiter und Musiktheoretiker                                                                    | 82    |       |
| 19. Mai | Karl Westerkamp                             | deutscher Politiker                                                                                                 | 63    |       |
| 20. Mai | Johannes Minckwitz                          | deutscher Schachspieler und Publizist                                                                               | 58    |       |
| 21. Mai | Charles A. Boutelle                         | US-amerikanischer Politiker                                                                                         | 62    |       |
| 21. Mai | Joseph Olivier                              | französischer Rugbyspieler                                                                                          | 26    |       |
| 21. Mai | Fitz-John Porter                            | US-amerikanischer General im Sezessionskrieg                                                                        | 78    |       |
| 21. Mai | Friedrich von Schlümbach                    | deutschamerikanischer Erweckungsprediger; Gründer des ersten CVJM in Deutschland                                    | 58    |       |
| 21. Mai | Ferdinand Seyfarth                          | deutscher Landwirt und Politiker, MdR                                                                               | 82    |       |
| 22. Mai | Gaetano Bresci                              | Attentäter auf den italienischen König Umberto I.                                                                   | 31    |       |
| 22. Mai | Benedikt Gsell                              | österreichischer Priester, Mönch, Archivar, Numismatiker                                                            | 78    |       |
| 22. Mai | Ferdinand Haasenstein                       | deutscher Buchhändler und Gründer der ersten Annoncen-Expedition Europas, dem Vorläufer der späteren Werbeagenturen | 73    |       |
| 23. Mai | John Riley Tanner                           | US-amerikanischer Politiker                                                                                         | 57    |       |
| 24. Mai | Gustav Landmann                             | deutscher Pfarrer, Superintendent und Politiker (NLP), MdR                                                          | 76    |       |
| 24. Mai | Edmund Mach                                 | österreichischer Agrikulturchemiker                                                                                 | 54    |       |
| 24. Mai | Therese Mirani                              | österreichische Kunsthandwerkerin                                                                                   | 76    |       |
| 24. Mai | Ferdinand von Nordenflycht                  | preußischer Beamter und zuletzt Oberpräsident der Provinz Schlesien                                                 | 84    |       |
| 24. Mai | Charlotte Mary Yonge                        | englische Schriftstellerin im Viktorianischen Zeitalter                                                             | 77    |       |
| 25. Mai | Kishida Toshiko                             | japanische Feministin                                                                                               | 38    |       |
| 26. Mai | Jean Alexander Heinrich Clapier de Colongue | russischer Gelehrter für Navigation und Generalmajor                                                                | 62    |       |
| 27. Mai | Hermann Joseph Bender                       | deutscher Kaufmann und Politiker, MdR                                                                               | 66    |       |
| 27. Mai | Fritz von Dardel                            | schwedischer Offizier, Maler und Satirezeichner                                                                     | 84    |       |
| 27. Mai | Artur Hazelius                              | schwedischer Philologe und Ethnograph                                                                               | 67    |       |
| 27. Mai | Wilhelm Kircher                             | deutscher Jurist, Bürgermeister und Politiker (NLP), MdR                                                            | 69    |       |
| 27. Mai | Richard Richter                             | deutscher Pädagoge                                                                                                  | 61    |       |
| 29. Mai | Robena Anne Laidlaw                         | englische Pianistin                                                                                                 | 82    |       |
| 30. Mai | Wilhelm von Bismarck                        | deutscher Politiker, MdR, Sohn Otto von Bismarcks                                                                   | 48    |       |
| 30. Mai | Betty von Bocklet-Freiheim                  | österreichische Schauspielerin und Schauspiellehrerin                                                               | 63    |       |
| 30. Mai | Victor D’Hondt                              | belgischer Jurist                                                                                                   | 59    |       |
| 30. Mai | József Engel                                | ungarischer Bildhauer                                                                                               | 85    |       |
| 30. Mai | Justus Lion                                 | deutscher Pädagoge und Sportpionier                                                                                 | 72    |       |
| 30. Mai | Hiram Price                                 | US-amerikanischer Politiker                                                                                         | 87    |       |
| 30. Mai | Wilhelm Schmidt                             | österreichisch-ungarischer Historiker                                                                               | 84    |       |
| 31. Mai | Rosa Bordas                                 | französische Sängerin                                                                                               | 61    |       |
| 31. Mai | Alois Müller                                | Hebraist und Direktor der Universitätsbibliothek Graz                                                               | 65    |       |
| 31. Mai | Ernest de Sarzec                            | französischer Diplomat und Archäologe                                                                               | 68    |       |
| 31. Mai | Ferdinand Schneegans                        | deutscher Jurist und Politiker                                                                                      | 80    |       |

## Juni
| Tag      | Name                                 | Beruf, bekannt als                                                                   | Alter | Beleg |
| -------- | ------------------------------------ | ------------------------------------------------------------------------------------ | ----- | ----- |
| 1. Juni  | Jakob Bäurle                         | deutscher katholischer Geistlicher und Politiker, MdR                                | 62    |       |
| 1. Juni  | Eugène Manuel                        | französischer Pädagoge, Schriftsteller und Politiker                                 | 77    |       |
| 1. Juni  | Hans Sandreuter                      | Schweizer Künstler                                                                   | 51    |       |
| 1. Juni  | Julius Siegfried                     | deutscher Verwaltungsbeamter                                                         | 65    |       |
| 1. Juni  | Kosma Soldatjonkow                   | russischer Unternehmer, Mäzen und Herausgeber                                        | 82    |       |
| 1. Juni  | Georg Vierling                       | deutscher Komponist, Organist und Dirigent                                           | 80    |       |
| 2. Juni  | George Leslie Mackay                 | kanadischer Missionar                                                                | 57    |       |
| 2. Juni  | Richard Cunningham McCormick         | US-amerikanischer Politiker                                                          | 69    |       |
| 2. Juni  | Gustav Müller                        | deutscher Maler                                                                      | 72    |       |
| 2. Juni  | Franz August Schenk von Stauffenberg | deutscher Jurist, Grundbesitzer und Politiker (DFP), MdR                             | 66    |       |
| 3. Juni  | Gawrila Gawrilowitsch Solodownikow   | russischer Kaufmann, Unternehmer, Philanthrop und Mäzen                              |       |       |
| 4. Juni  | Stanisław Abłamowicz                 | polnischer Jurist, der am Januaraufstand 1863 teilnahm                               | 57    |       |
| 4. Juni  | Guy M. Bryan                         | US-amerikanischer Politiker                                                          | 80    |       |
| 4. Juni  | Theodor Kock                         | deutscher Altphilologe und Gymnasiallehrer                                           | 80    |       |
| 4. Juni  | Georg von Steinmann                  | deutscher Verwaltungsjurist, zuletzt Oberpräsident in der Provinz Schleswig-Holstein | 70    |       |
| 5. Juni  | Henri d’Abel de Libran               | französischer Seeoffizier und Konteradmiral                                          | 68    |       |
| 5. Juni  | Robert E. Burke                      | US-amerikanischer Politiker                                                          | 53    |       |
| 5. Juni  | Wilhelm Ludwig Hertz                 | deutscher Buchhändler und Verleger                                                   | 78    |       |
| 5. Juni  | Jakob Hunziker                       | Schweizer Gymnasiallehrer, Dialektologe und Volkskundler                             | 73    |       |
| 5. Juni  | Dagny Juel                           | norwegische Schriftstellerin und Dramatikerin                                        | 33    |       |
| 6. Juni  | Paul Wiesand                         | deutscher Reichsgerichtsrat                                                          | 64    |       |
| 7. Juni  | Friedrich von Kehler                 | deutscher Politiker (Zentrumspartei), MdR                                            | 80    |       |
| 8. Juni  | Anna Gehrts                          | deutsche Landschaftsmalerin                                                          | 45    |       |
| 8. Juni  | Philipp Hammer                       | deutscher Priester, Volksredner und Autor                                            | 64    |       |
| 8. Juni  | Edward Moran                         | US-amerikanischer Maler                                                              | 71    |       |
| 9. Juni  | Walter Besant                        | britischer Schriftsteller                                                            | 64    |       |
| 9. Juni  | Adolf Boetticher                     | deutscher Architekt und Denkmalpfleger                                               | 58    |       |
| 9. Juni  | Carl Langenbuch                      | deutscher Chirurg                                                                    | 54    |       |
| 9. Juni  | Johann Georg Liebl                   | deutscher Ökonom und Politiker der Zentrumspartei                                    | 57    |       |
| 11. Juni | Adam Nell                            | deutscher Mathematiker und Kartograph                                                | 77    |       |
| 11. Juni | William J. Samford                   | US-amerikanischer Politiker                                                          | 56    |       |
| 13. Juni | Leopoldo Alas                        | spanischer Schriftsteller                                                            | 49    |       |
| 13. Juni | Friedrich Friedländer                | österreichischer Maler                                                               | 76    |       |
| 13. Juni | Arthur Sturgis Hardy                 | kanadischer Politiker                                                                | 63    |       |
| 13. Juni | Friedrich Hartmann                   | deutscher Landwirt und Politiker (VP, DtVP), MdR                                     | 59    |       |
| 13. Juni | David Rea                            | US-amerikanischer Politiker                                                          | 70    |       |
| 13. Juni | Truman Henry Safford                 | US-amerikanischer Astronom                                                           | 65    |       |
| 14. Juni | Nathan Hermann Cohen                 | deutscher Arzt und Politiker, MdHB                                                   | 68    |       |
| 15. Juni | Rudolf Schurig                       | deutscher Politiker, Justizminister und Ministerpräsident im Königreich Sachsen      | 66    |       |
| 15. Juni | Max Weber                            | deutsch-amerikanischer Offizier und Beamter, General der Nordstaaten                 | 76    |       |
| 16. Juni | William Montgomery Gardner           | General der Konföderierten im Amerikanischen Bürgerkrieg                             | 77    |       |
| 16. Juni | Herman Grimm                         | deutscher Kunsthistoriker und Publizist                                              | 73    |       |
| 16. Juni | Sultan Shah Jahan                    | Regentin des Fürstenstaates Bhopal                                                   | 62    |       |
| 16. Juni | Oskar Karl Teuber                    | österreichischer Theaterhistoriker, Journalist und Schriftsteller                    | 48    |       |
| 17. Juni | Conrad Conradty                      | deutscher Industrieller                                                              | 73    |       |
| 17. Juni | Cornelius Gurlitt                    | deutscher Komponist                                                                  | 81    |       |
| 17. Juni | Carl Rüedi                           | Schweizer Arzt                                                                       | 53    |       |
| 18. Juni | Arnold Lohren                        | deutscher Textilfabrikant und Politiker, MdR                                         | 65    |       |
| 18. Juni | Josip Murn                           | slowenischer Lyriker                                                                 | 22    |       |
| 18. Juni | Hazen S. Pingree                     | US-amerikanischer Politiker                                                          | 60    |       |
| 19. Juni | Person Colby Cheney                  | US-amerikanischer Politiker                                                          | 73    |       |
| 20. Juni | Alexander Forrest                    | australischer Entdecker                                                              | 51    |       |
| 20. Juni | Sam Watkins                          | US-amerikanischer Soldat der Konföderierten Staaten von Amerika im Sezessionskrieg   | 61    |       |
| 21. Juni | Henri Helle                          | französischer Bogenschütze                                                           | 27    |       |
| 21. Juni | Anton Hromada                        | böhmischer Theaterschauspieler und Sänger                                            | 59    |       |
| 21. Juni | Hermine Jules                        | böhmische Theaterschauspielerin                                                      |       |       |
| 21. Juni | Joseph Netzer                        | belgischer Politiker, Bürgermeister von Arlon                                        | 75    |       |
| 22. Juni | Mathilde Weber                       | deutsche Frauenrechtlerin und Sozialarbeiterin                                       | 71    |       |
| 23. Juni | Hans Lothar von Schweinitz           | preußischer General der Infanterie und Botschafter                                   | 78    |       |
| 25. Juni | Alfred Formey                        | deutscher evangelischer Geistlicher und Dichter                                      | 56    |       |
| 26. Juni | Hans Hauenschild                     | österreichischer Forscher, Erfinder                                                  | 58    |       |
| 27. Juni | Eduard Bernsdorf                     | deutscher Musikkritiker, Komponist und Pianist                                       | 76    |       |
| 27. Juni | Charles Bessières                    | französisch-schweizerischer Bankier und Politiker                                    | 75    |       |
| 27. Juni | Joseph-Octave Villeneuve             | kanadischer Politiker                                                                | 65    |       |
| 29. Juni | Henry Appia                          | Schweizer evangelischer Geistlicher                                                  | 39    |       |
| 29. Juni | Ignaz Johann Berger                  | mährischer Maler                                                                     | 78    |       |
| 29. Juli | Karl von Müffling genannt Weiß       | deutscher Verwaltungsbeamter und Rittergutsbesitzer                                  | 67    |       |
| 30. Juni | Hugo Luther                          | deutscher Industrieller                                                              | 51    |       |
| 30. Juni | Francesco Graziani                   | Opernsänger                                                                          | 73    |       |
| 30. Juni | David R. Paige                       | US-amerikanischer Politiker (Demokratische Partei)                                   | 57    |       |